# Чабан Владислав Юрійович
Владислав Юрійович Чабан (нар. 22 січня 2003, Україна) — український футболіст, лівий півзахисник петрівського «Інгульця».

## Життєпис
Вихованець львівських «Карпат», у футболці яких з 2016 по 2020 рік виступав у ДЮФЛУ. У сезоні 2020/21 років грав за «Олександрію» в юнацькому чемпіонаті України, також двічі потрапляв до заявки «алексів» на поєдинки молодіжного чемпіонату України, але в обох випадках залишався на лаві запасних протягом усіх 90 хвилин. Першу частину сезону 2021/22 років відіграв у юнацькій команді «Минаю».
Наприкінці лютого 2022 року перейшов до «Інгульця», де спочатку грав за юнацьку команду. За першу команду петрівчан дебютував 2 серпня 2023 року в переможному (4:3) домашньому поєдинку другого раунду кубку України проти запорізького «Металурга». Владислав вийшов на поле в стартовому складі, а на 62-й хвилині його замінив Ярослав Богунов. У Першій лізі України дебютував 24 вересня 2023 року в переможному (2:1) виїзному поєдинку 9-го туру групи Б проти «Гірника-Спорту». Чабан вийшов на поле на 87-й хвилині замість Ярослава Богунова, а на 88-й хвилині отримав жовту картку. У першій половині сезону 2023/24 років виходив на поле у 3-х матчах Першої ліги України та 2-х поєдинках національного кубку.
22 березня 2024 року вільним агентом перебрався до «Хуста». У футболці клубу з однойменного міста дебютував 23 березня 2024 року в переможному (4:1) домашньому поєдинку 1-го туру раунду на вибування Першої ліги України проти запорізького «Металурга». Владислав вийшов на поле на 46-й хвилині замість Дениса Курильця, а на 73-й хвилині відзначився першим голом у дорослому футболі. У другій половині сезону 2023/24 років зіграв 8 матчів (4 голи) в Першій лізі та 2 поєдинки у плей-оф за право збереження місце в Першій лізі.
На початку серпня 2024 року повернувся до «Інгульця». Дебютував за петрівський клуб 10 серпня 2024 року в нічийному (0:0) виїзному поєдинку 2-го туру Прем'єр-ліги України проти ковалівського «Колоса». Чабан вийшов на поле на 90-й хвилині замість Романа Волохатого.